# 아케메네스 제국의 인더스 계곡 정복

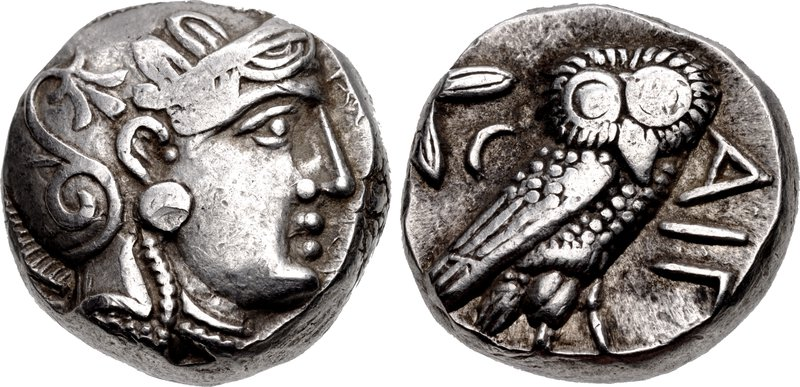
카불에서 발견된 아케메네스 동전. 아테나이 동전의 한 종류를 모방했다.

아케메네스 제국의 인더스 계곡 정복은 기원전 6세기경 아케메네스 제국이 인더스강 유역을 침공하여 정복한 사건이다.
기원전 535년경, 아케메네스 제국의 샤한샤 키루스 대제는 인도의 일부를 흡수하기 위해 장기간의 작전을 시작했다. 초기 침공 때 페르시아군은 인더스 강 서쪽의 넓은 지역을 합병하여 새로운 영역의 초기 동쪽 국경을 강화했다. 기원전 530년경 키루스 사후 잠시 동안 이 작전은 다리우스 대제의 지휘 하에서 계속되었으며, 다리우스 대제는 이전의 지방을 재점령하고 아케메네스 제국의 정치적 경계를 더욱 넓히기 시작했다. 기원전 518년경, 페르시아 군대는 인도로 더 나아가 오늘날 펀자브라고 알려진 젤룸강까지 지역을 합병하여 두 번째 정복을 시작했다. 절정에 달했을 때, 페르시아는 오늘날의 파키스탄 지역 대부분을 장악하고 그들의 영토로 편입할 수 있었다.
베히스툰 비문을 통한 최초의 확실한 비문 증거는 기원전 518년 이전 또는 그 무렵의 날짜를 알려준다. 인도 아대륙으로의 페르시아의 침공은 인더스강의 북쪽에서 시작하여 남쪽으로 이동하는 여러 단계로 발생했다. 여러 아케메네스 시대 비문에서 언급했듯이 인더스 계곡은 간다라, 힌두쉬, 삿타기티아의 사트라피 분할을 통해 공식적으로 페르시아의 영토에 편입되었다.
인더스 계곡에 대한 페르시아의 지배는 이후로 점차 줄어들었고, 공식적으로 알렉산드로스 대왕의 페르시아 정복으로 끝났다. 이 짧은 기간 동안 아비사라, 포로스, 암비 등 인도의 독립 왕들과 수많은 가나상가들이 생겨났으며, 이들은 나중에 인도 원정을 위해 이 지역으로 몰려든 마케도니아군과 대립하게 되었다. 아케메네스 제국은 사트라피들을 이용하여 통치의 우선순위를 정했으며, 이는 마케도니아 제국과 인도-스키타이, 쿠샨 제국에서 더욱 강화된 채로 계승되었다.